# Edith Pretty
Edith May Pretty, née Dempster le 1er août 1883 et morte le 17 décembre 1942, est une propriétaire terrienne anglaise. Le bateau-tombe de Sutton Hoo est découvert sur ses terres après qu'elle a engagé Basil Brown, un excavateur local/archéologue autodidacte, pour découvrir si quelque chose se trouvait sous les tumulus de sa propriété.

## Jeunesse
Edith Dempster est née à Elland dans le Yorkshire, fille d'Elizabeth (née Brunton, décédée en 1919) et de Robert Dempster (né en 1853),,. Elle a une sœur aînée, Elizabeth. Les Dempster sont de riches industriels qui ont amassé leur fortune grâce à la fabrication d'équipements liés à l'industrie du gaz. Le père de Robert Dempster, également nommé Robert Dempster, avait fondé la société Robert Dempster and Sons en 1855 dans ce but,.
En 1884, la famille s'installe à Manchester, où son père fonde avec son frère John la société d'ingénierie R. & J. Dempster,. Edith et sa famille voyagent beaucoup à l'étranger, visitant l'Égypte, la Grèce ou encore l'Autriche-Hongrie. Après avoir terminé ses études à la Roedean School, elle passe six mois à Paris en 1901. Plus tard, cette année-là, la famille s'embarque pour un tour du monde qui comprend des visites au Raj britannique et aux États-Unis.
De 1907 à 1925, le père d'Edith loue l'abbaye de Vale Royal, une maison de campagne près de Whitegate, dans le Cheshire et résidence familiale de Lord Delamere. Edith grandit avec un personnel intérieur de 25 personnes en plus des 18 jardiniers. Elle s'engage dans des œuvres publiques et caritatives, notamment en aidant à acheter des terres pour une mission chrétienne,.

## Vie postérieure

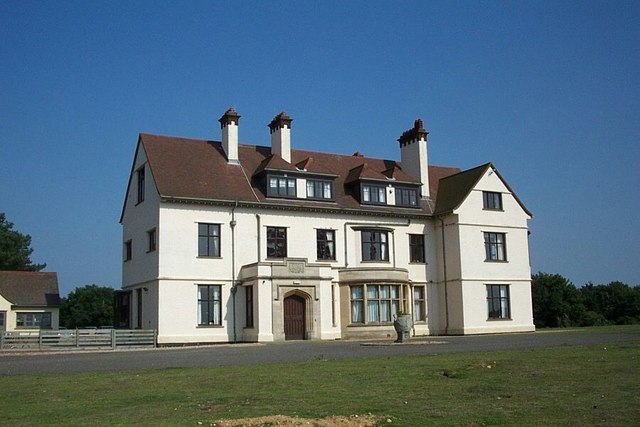
Sutton Hoo House, maison d'Edith Pretty à Sutton Hoo.

Pendant la Première Guerre mondiale, Edith sert comme intendante à l'hôpital auxiliaire de la Croix-Rouge à Winsford, et aide à héberger des réfugiés belges. En 1917, elle travaille avec la Croix-Rouge française à Vitry-le-François et au Bourget, en France,.
Après la mort de sa mère en 1919, Edith s'occupe de son père à Vale Royal. Lorsqu'il meurt au Cap lors d'une visite en Afrique du Sud en 1925, Edith et sa sœur héritent d'un patrimoine évalué à plus de 500 000 livres sterling, soit environ 16 millions de livres sterling en 2006.
En 1926, Edith épouse Frank Pretty (1879-1934). Ce dernier provient d'Ipswich et la demande en mariage le jour de son 18e anniversaire. Il avait correspondu avec elle pendant la guerre. Pretty est le fils de William Tertius Pretty (1842-1916), propriétaire d'une entreprise de fabrication de corsets et de draperies à Ipswich. Il était major dans le 4e bataillon (territorial) du Suffolk Regiment et a été blessé deux fois pendant la guerre. Sa participation en 1915 à la bataille de Neuve-Chapelle a été capturée dans un tableau de 1918 de l'artiste Fred Roe[réf. nécessaire]. Après la guerre, Frank Pretty a continué à servir le Suffolk Regiment, obtenant le grade de lieutenant-colonel et commandant du 4e bataillon en 1922,, tout en travaillant dans l'entreprise familiale,.
Après son mariage, Edith abandonne le bail de Vale Royal et achète le domaine de 213 hectares de Sutton Hoo, y compris Sutton Hoo House, le long du Deben, près de Woodbridge, dans le Suffolk. Elle est magistrate à Woodbridge et, en 1926, elle fait don de la Dempster Challenge Cup au Winsford Urban District Council, son ancienne affectation à la Croix-Rouge. La coupe est donnée, depuis lors et presque chaque année, à une parcelle des jardins familiaux de Winsford,,,.
En 1930, à l'âge de 47 ans, Edith donne naissance à un fils, Robert Dempster Pretty. En 1934, Frank Pretty meurt le jour de son 56e anniversaire des suites d'un cancer de l'estomac diagnostiqué plus tôt dans l'année.
Edith s'intéresse alors au spiritisme, rendant visite au guérisseur William Parish et soutenant une église spiritualiste à Woodbridge.

## Archéologie à Sutton Hoo

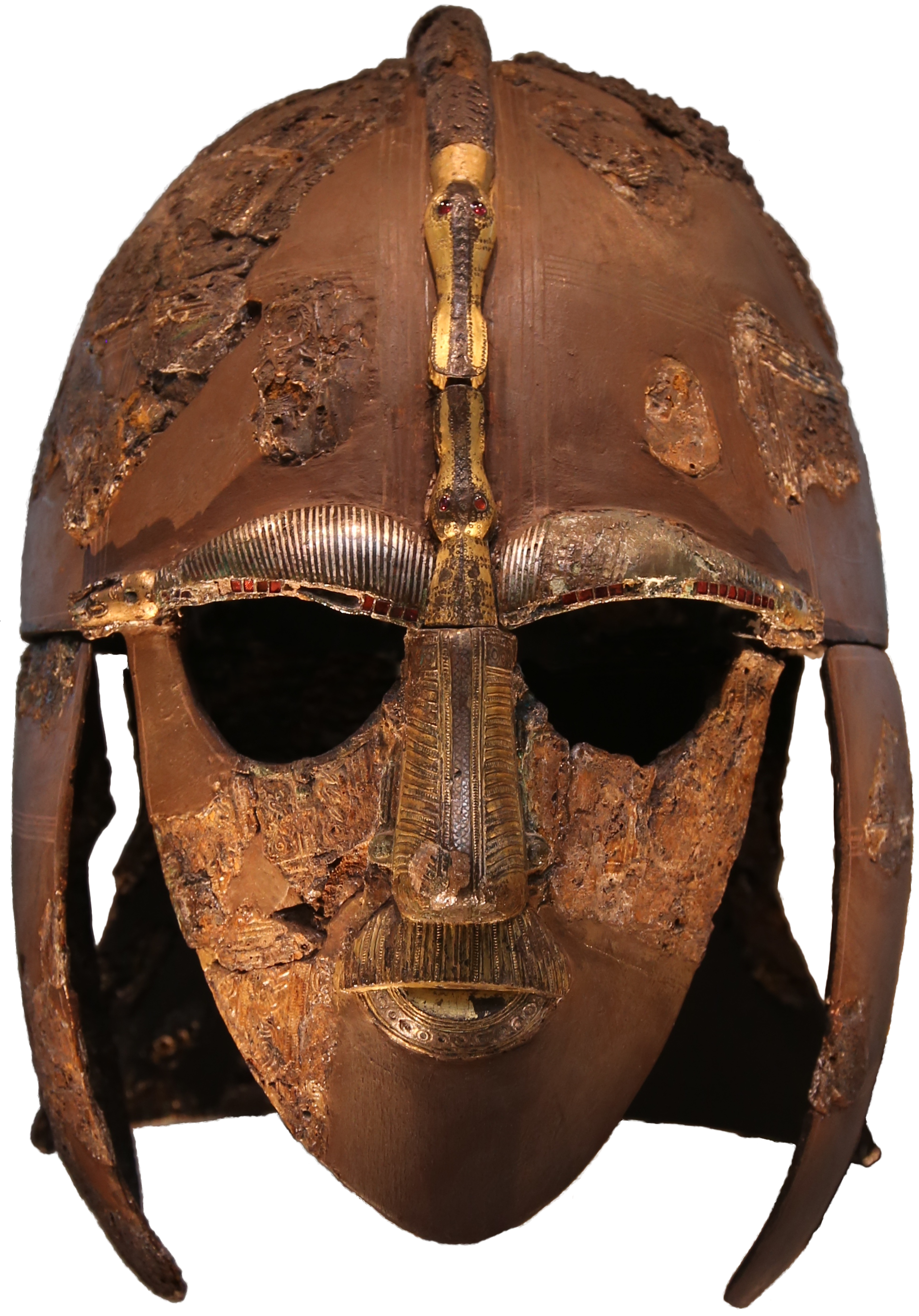
Le casque de Sutton Hoo.

Grâce à ses voyages, Edith se familiarise très tôt aux fouilles archéologiques. En outre, l'oncle assyriologue de son amie Florence Sayce, Archibald Sayce, et son père ont fait des fouilles dans une abbaye cistercienne attenante à leur maison de Vale Royal,,,.
Environ 18 anciens tumulus se trouvent sur le domaine de Sutton Hoo, à environ 450 m de la maison des Pretty (aujourd'hui Tranmer House, alors appelée Sutton Hoo House). Lors de la fête des fleurs de Woodbridge en 1937, Edith discute avec Vincent B. Redstone de la possibilité d'une fouille. Ce dernier est membre de l'institut d'archéologie du Suffolk et membre de la Royal Historical Society et de la Society of Antiquaries,. Redstone et le conservateur de l'Ipswich Corporation Museum, Guy Maynard, rencontrent Edith en juillet au sujet du projet, et l'archéologue autodidacte du Suffolk Basil Brown est ensuite invité à fouiller les monticules. Des découvertes prometteuses sont faites, et Brown revient au cours de l'été 1939 pour poursuivre le projet. Il met rapidement au jour les restes d'un grand site funéraire, contenant ce qui a été identifié plus tard comme un navire saxon du VIIe siècle, et qui pourrait être la tombe du roi Rædwald d'Est-Anglie. Un conservateur du British Museum décrit cette découverte comme « l'une des plus importantes découvertes archéologiques de tous les temps »,.
Les fouilles sont ensuite reprises par une équipe d'archéologues professionnels dirigée par Charles Phillips et comprenant Margaret Guido et Stuart Piggott. En septembre 1939, une enquête sur le trésor détermine que les objets funéraires déterrés du navire sont la propriété d'Edith Pretty, et qu'elle peut en disposer comme bon lui semble. Elle fait don de ce trésor au British Museum. En reconnaissance de ce geste, le premier ministre Winston Churchill lui offre l'honneur de devenir membre de l'ordre de l'Empire britannique, mais elle refuse.

## Décès et propriété subséquente
Edith Pretty décède le 17 décembre 1942 au Richmond Hospital à l'âge de 59 ans après avoir subi une attaque cérébrale, et est enterrée dans le cimetière All Saints à Sutton. Un portrait d'Edith, âgée de 56 ans, est peint par l'artiste néerlandais Cor Visser et offert au National Trust par David Pretty, son petit-fils,. La majeure partie de sa succession, qui s'élève à 400 000 livres sterling, est placée dans un trust pour son fils, Robert, qui est ensuite pris en charge par sa tante, Elizabeth. Robert meurt d'un cancer en juin 1988 à l'âge de 57 ans.
Sutton Hoo est utilisé par le bureau de la Guerre jusqu'en 1946, date à laquelle il est vendu. À la fin du XXe siècle, la maison et le site funéraire de Sutton Hoo sont légués par la famille Tranmer au National Trust, qui gère aujourd'hui le site[réf. nécessaire].

## Représentations dans les médias
La vie d'Edith Pretty fait l'objet d'une pièce de théâtre écrite par Karen Forbes et jouée à Sutton Hoo en 2019.
Elle figure également dans le roman The Dig de John Preston, publié en 2007. En 2021, elle est incarnée par Carey Mulligan dans l'adaptation cinématographique du même nom sur le service de "streaming" (Flux continu) Netflix.